# Poisson Babel
Pour les articles homonymes, voir Babel fish.
Le poisson Babel (Babel fish  en anglais) est une espèce imaginaire de poisson dans Le Guide du voyageur galactique de Douglas Adams. Il permet, après se l'être enfoncé dans l'oreille, de comprendre n'importe quelle langue.
Le nom du poisson renvoie au récit biblique de la Tour de Babel, qui décrit les événements qui, selon la théologie chrétienne et juive, ont conduit Dieu à introduire des langues différentes dans le monde. 

## Fonctionnement
Un poisson Babel est un traducteur universel, biologique et extrêmement improbable. Il apparaît comme un poisson « petit, jaune, et comme une sangsue ». Quand un poisson de Babel est inséré dans le canal de l'oreille il permet à la personne qui le porte d'« instantanément comprendre n'importe quoi dit… dans n'importe quelle langue ». Le poisson se nourrit de l'énergie mentale créée en composant une phrase, et « excrète » apparemment de l'énergie mentale dans une forme qui peut être comprise par les autres. 
Ceci était en même temps un outil littéraire utile pour Adams, qui a toujours trouvé la capacité de tout extra-terrestre à parler l'anglais très étrange, à l'instar de la série australienne Farscape, utilisant pour cela des germes traducteurs ayant le même effet, pour la première fois dans une œuvre de SF.

## Preuve de l'inexistence de Dieu
C'est aussi le point de départ d'une plaisanterie à propos de l'existence de Dieu. Selon le Guide, le poisson Babel a été mis en avant comme un exemple fidéiste de l'inexistence de Dieu :
« Je refuse de prouver que j'existe » dit Dieu, « car la preuve nie la foi, et sans la foi je ne suis rien. »
« Mais » dit l'Homme, « le poisson de Babel est révélateur n'est ce pas ? Il n'aurait pas pu évoluer par hasard. Il prouve que vous existez, et donc, par vos propres arguments, vous n'existez pas. C. Q. F. D. »
« Mince » dit Dieu, « je n'avais pas pensé à ça » et il disparaît soudainement, dans une bouffée de logique.
« Oh ! C'était facile » dit l'Homme, et en prime il démontre que le noir est blanc, et se fait écraser sur le prochain passage clouté.